# João Câmara

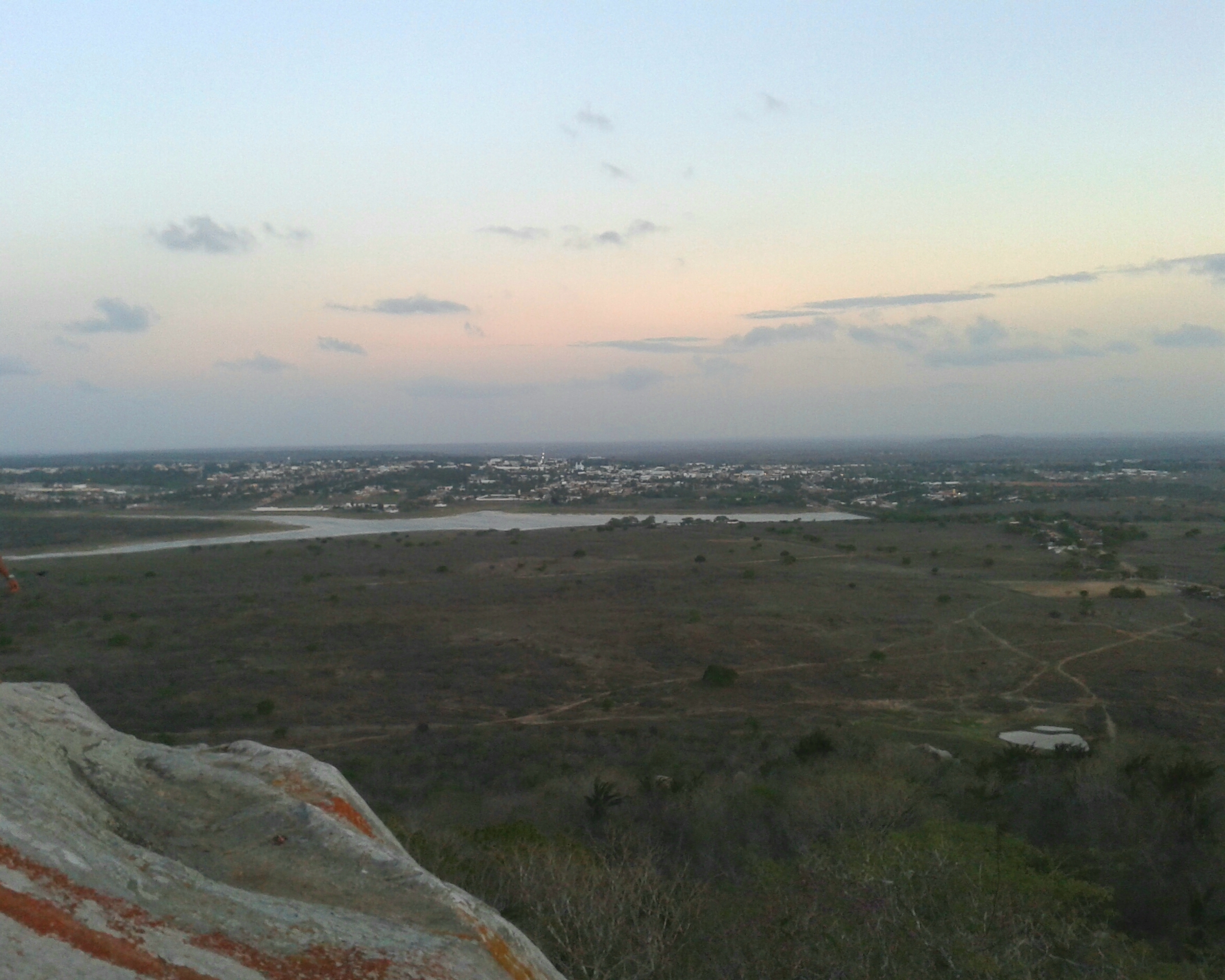
Vue de João Câmara

Localisation de João Câmara

João Câmara est une municipalité de l'État du Rio Grande do Norte.

## Maires
| Période | Période | Identité                            | Étiquette | Qualité |
| ------- | ------- | ----------------------------------- | --------- | ------- |
| 2009    | 2012    | Ariosvaldo Targino de Araújo (Vavá) | DEM       |         |